# Pacific Wings
Les ailes du Pacifique
Pacific Wings était une compagnie aérienne régionale américaine créée en 1974. Elle assurait des vols sous les marques New Mexico Airlines au Nouveau-Mexique, GeorgiaSkies en Géorgie, TennesseeSkies au Tennessee et KentuckySkies au Kentucky, ainsi que sous le nom Pacific Wings à Hawaï. Elle a cessé ses activités en 2014.

## Histoire
La compagnie aérienne a été créée et a commencé ses activités en juillet 1974, sous le nom d'Air Nevada, un opérateur de vols charters à la demande. Les services réguliers de transport de passagers ont débuté en 1978, avec des vols directs entre Las Vegas et l'aéroport du Parc national du Grand Canyon, assurés par des bimoteurs Cessna 402. 
Après l'acquisition de son réseau de voyagistes par Eagle Canyon Airlines, Air Nevada a cessé ses activités en janvier 1998, a changé de nom pour devenir Pacific Wings et a poursuivi ses services réguliers à Hawaï. Le 1er février 2007, la compagnie aérienne a commencé à exploiter des vols entre Honolulu et Molokai, Honolulu et Lanai, et Kahului et Molokai sous le nom de PW Express, proposant un aller simple à 49 $ par siège et par vol. Le service PW Express a pris fin en juillet 2009 avec des restrictions de Pacific Wings suite à un incident avec la sécurité de l'aéroport de Kahului.
En mai 2013, la compagnie aérienne a confirmé les informations selon lesquelles elle mettrait fin à tous ses vols à Hawaï le 15 juin 2013. En 2014, la compagnie aérienne a cessé toutes ses opérations et a fait faillite. Le siège social de la société était alors situé à Mesa dans l'Arizona. 

## Flotte
La flotte de Pacific Wings était composée d'avions monomoteurs Cessna 208B Grand Caravan. Avant l'acquisition du Cessna 208, la compagnie exploitait une flotte de bimoteurs Cessna 402.